# كوبريفنيتسا
مدينة كوبريفنيتسا هي مدينة كرواتية وهي مركز مقاطعة كوبريفنيكا-كريزفتسي. بلغ عدد سكنها في 2010م 30,872 نسمة وتبلغ مساحتها 91.05 كم

## توأمة
لكوبريفنيتسا اتفاقيات توأمة مع:
- كابوشفار

## أعلام
- فانا
- ماثيو غريغورينا
- لارا بافلوفيتش
- ماركو توماس
- نيكولا جامبور